# 白山神社 (郡上市明宝寒水)
寒水白山神社(かのみずはくさんじんじゃ)は岐阜県郡上市明宝寒水にある伊邪那岐命、伊邪那美命ならびに菊理媛命を祀る白山神社。旧村社。例祭で奉納される寒水の掛踊は日本国により重要無形民俗文化財に指定されている。界隈に住む人々は、お宮(みや)と呼ばれている。

## 概要
氏子の増田家が記したとみられる記録『家頭記寺組』よれば文正元年（1466年）に建立されたという。大永5年（1525年）には神社の南に別当寺の修善坊が開かれた。この寺はもと天台宗であったが、後に改修して現在では浄土真宗の本光寺となっている。寛文13年（1673年）に村内の住人、和田治郎左衛門が寒水の7社を纏めて氏神にしたいと領主の遠藤氏に申し出て聞き入れられ、天神社、宮ヶ洞社、若宮社、西の洞口社、村上社ならびに馬塞谷社を合祀した。その際に社殿を新たにしている。なお、これら六社のうち長久元年（1040年）の建立の天神社の祭神が菅原道真であるとされるほかは、祭神不詳である。宝永6年（1709年）に母袋村ないし栃洞村から2尊の観音仏とともに掛踊りが伝わる。これが現在でも行われる寒水の掛踊りの起源であるとみられる。現在に残る本殿は安永8年（1779年）から翌年にかけて造営されたもので、拝殿は天保13年（1842年）に再建されたものである。寒水の掛踊りが令和3年（2021年）に国の重要無形民俗文化財に指定され、翌年ユネスコ無形文化遺産に登録された。
本殿には聖観音菩薩の他に持国天と増長天、右脇殿は祭礼の際に十一面観音を祀り、左脇殿は天神を祀る。また、合祀した社から移した神鏡や20面に及ぶ懸仏が安置されており、神仏習合の姿を遺している。